# Vidalia fletcheri
Vidalia fletcheri är en tvåvingeart som beskrevs av Munro 1938. Vidalia fletcheri ingår i släktet Vidalia och familjen borrflugor. Inga underarter finns listade i Catalogue of Life.